# Новачок року (фільм)
«Новачок року» — сімейна кінокомедія про невдаху, якому випав шанс зіграти в професійній бейсбольній лізі.

## Сюжет
Генрі Ровенгартнер — юний бейсбольний гравець, який не показує гарні результати, але мріє потрапити в професійну лігу. До того ж під час гри він травмує руку та виявилось, що після лікування в його руці з'явилась неймовірна сила. При нагоді він демонструє неймовірний удар і хлопець отримує гарний шанс стати гравцем улюбленої команди.

## У ролях
| Актор            | Роль               |
| ---------------- | ------------------ |
| Томас Ян Ніколас | Генрі Ровенгартнер |
| Гері Б'юзі       | Чет                |
| Ден Гедайя       | Ларрі Фішер        |
| Деніел Стерн     | Філ Брікма         |
| Емі Мортон       | Мері Ровенгартнер  |
| Брюс Алтман      | Джек Бредфілд      |
| Роберт Ні Горман | Кларк              |
| Едді Брекен      | Боб Карсон         |
| Ніл Флінн        | Стен Окі           |
| Ієн Гомес        | Одд Беллман        |
| Енді Берман      | Ерні               |
| Джон Кенді       | Кліфф Мардок       |
| Баррі Бондс      | у ролі себе        |

## Створення фільму

### Виробництво
Зйомки фільму проходили в Чикаго, США.

### Знімальна група
- Кінорежисер — Деніел Стерн
- Сценарист — Сем Гарпер
- Кінопродюсер — Роберт Гарпер
- Композитор — Білл Конті
- Кінооператор — Джек Н. Грін
- Кіномонтаж — Раджа Госнелл, Донн Камберн
- Художник-постановник — Стівен Дж. Джордан
- Артдиректори — Вільям Арнольд
- Художник-декоратор — Леслі Блум
- Художник по костюмах — Джей Гарлі
- Підбір акторів — Лінда Лоуі[2].

## Сприйняття

### Критика
Фільм отримав змішані відгуки. На сайті Rotten Tomatoes оцінка стрічки становить 37 % від кінокритиків із середньою оцінкою 4,5/10 (19 голосів) і 52 % на основі 51 199 відгуків від глядачів (середня оцінка 2,9/5). Фільму зарахований «гнилий помідор» і «розсипаний попкорн» від глядачів, Internet Movie Database — 5,9/10 (19 857 голосів).

### Номінації та нагороди
| Нагороди та номінації фільму «Новачок року» | Нагороди та номінації фільму «Новачок року»          | Нагороди та номінації фільму «Новачок року» | Нагороди та номінації фільму «Новачок року» | Нагороди та номінації фільму «Новачок року» | Нагороди та номінації фільму «Новачок року» |
| Рік                                         | Кінофестиваль/кінопремія                             | Категорія/нагорода                          | Номінант                                    | Результат                                   |                                             |
| ------------------------------------------- | ---------------------------------------------------- | ------------------------------------------- | ------------------------------------------- | ------------------------------------------- | ------------------------------------------- |
| 1994                                        | «Сатурн»                                             | Найкращий фільм-фентезі                     | «Новачок року»                              | Номінація                                   |                                             |
| 1994                                        | Американська спілка композиторів, авторів і видавців | Найкасовіший фільм                          | Білл Конті                                  | Перемога                                    |                                             |